# Aligeni
Aligeni (izvirno angleško Allegheny Mountains) je gorovje v ZDA, ki je del gorstva Apalači.
Najvišji vrh je Spruce Knob (1482 m).
Gorovje ima velika rudna bogastva (premog, železova ruda, nafta ...).